# Fiamignano
Fiamignano település Olaszországban, Lazio régióban, Rieti megyében. Lakosainak száma 1194 fő (2023. január 1.). Fiamignano Borgorose, Pescorocchiano, Scoppito, Antrodoco, Petrella Salto, Tornimparte és Borgo Velino községekkel határos.

## Népesség
A település lakossága az elmúlt években az alábbi módon változott:
| Lakosok száma | 1370 | 1337 | 1194 |
|               | 2017 | 2018 | 2023 |